# Karl May
Karl Friedrich May (pol. Karol May, ur. 25 lutego 1842 w Ernstthal, zm. 30 marca 1912 w Radebeul) – powieściopisarz niemiecki, znany głównie z powieści przygodowych o Dzikim Zachodzie. Jeden z najpopularniejszych i pierwszy pod względem liczby sprzedanych egzemplarzy pisarzy w historii literatury niemieckiej.

## Życiorys
Karl May pochodził z ubogiej rodziny tkackiej. Na świat przyszedł jako jeden z czternaściorga dzieci. Do piątego roku życia był niewidomy, odzyskał wzrok dzięki operacji. Początkowo pracował jako nauczyciel, jednak ze względu na popełnione wykroczenia został zwolniony z pracy. Popadał w konflikty z prawem, na skutek których wiele razy trafił do więzienia, głównie za drobne kradzieże. Właśnie w więzieniu odkrył swój talent pisarski. Po wyjściu na wolność (1874) podjął pierwsze poważniejsze próby literackie. W roku 1875 przybył do Drezna i pracował jako redaktor. W roku 1877 został etatowym pisarzem. Na początku swojej drogi literackiej pisarz tworzył tzw. powieści brukowe, ukrywając się pod pseudonimami, np. Capitain Ramon Diaz de la Escosura. Najbardziej znaną powieścią z tego wczesnego okresu twórczości jest Leśna Różyczka.
Pracując jeszcze w redakcji, poznał Emmę Pollmer, którą poślubił w 1880. Pisarz mieszkał najpierw w Hohenstein-Ernstthal, aż w 1883 przeprowadził się ponownie do Drezna. Przełom w jego karierze literackiej nastąpił w 1882  – zaczął wtedy opisywać przygody swoich bohaterów w egzotycznych krainach: na Dzikim Zachodzie i Bliskim Wschodzie. Sławę przyniosła mu szczególnie seria powieści dziejących się na Dzikim Zachodzie, których najbardziej znanymi bohaterami byli Winnetou, szlachetny wódz Apaczów i jego biały przyjaciel Old Shatterhand – alter ego pisarza. Sukces powieści polega na tym, że fikcyjne wydarzenia zostały bardzo sugestywnie osadzone w geograficznych, obyczajowych i kulturowych realiach. Z postacią Old Shatterhanda pisarz niemal całkowicie się utożsamiał – jako bohater swoich powieści pozował do zdjęć, odpowiadał na listy, na drzwiach swojego domu w Radebeul umieścił wizytówkę „Karl May zwany Old Shatterhandem”.
Karl May zyskał popularność w Europie.
Na początku XX wieku stał się ofiarą licznych procesów i dociekań prasowych. Odkrycie kryminalnych czynów z młodości było powodem ataków krytyków literackich. Karl May musiał walczyć przed sądami o swoje dobre imię, prawa autorskie i uznanie jego twórczości. Dużym wstrząsem był dla niego również rozwód w 1903 z pierwszą żoną – Emmą. May nie pozostał jednak długo samotny – jeszcze w tym samym roku poślubił Klarę Plöhn. Przeżyte zdarzenia i osobiste kłopoty odbiły się na jego zdrowiu. 30 marca 1912 pisarz zmarł nagle w swojej willi w Radebeul.
Większą część majątku pozostawił fundacji pod jego imieniem, która w 1928 otworzyła muzeum w Radebeul. W początkowej fazie pieczę nad fundacją sprawowała druga żona Maya – Klara.
May po raz pierwszy odwiedził USA dopiero w 1908, już po napisaniu swoich dzieł, których fabuła rozgrywała się na Dzikim Zachodzie. Nieznajomość realiów miejsc akcji kompensował dobrym przygotowaniem teoretycznym, fantazją i kreatywnością. Karl i Klara Mayowie odbyli swoją podróż do USA na pokładzie sławnego, czterokominowego liniowca NDL-u – „Kronprinzessin Cecilie”.
Wszystkie jego utwory objęte były w 1951 zapisem cenzury w Polsce, podlegały natychmiastowemu wycofaniu z bibliotek.
Chociaż utwory Karla Maya były wielokrotnie krytykowane jako mało ambitna literatura, to kolejne pokolenia czytelników wciąż się nimi fascynują, głównie ze względu na wartką akcję, egzotykę i humor. Również humanitarne tendencje (dużą rolę odgrywa chrześcijański duch powieści) i poparcie uciskanych narodów (przede wszystkim Indian) stanowią o uniwersalności jego twórczości.
Książki Maya były tłumaczone na co najmniej 33 języki i wydane w łącznej liczbie ponad 200 mln egzemplarzy. Same niemieckie wydania osiągnęły nakład 80 milionów. Karl May należy dzięki temu do grona najpopularniejszych i najlepiej sprzedających się pisarzy niemieckich do czasów obecnych.

### Wpływ książek Karla Maya na Adolfa Hitlera
Klaus Mann opublikował w 1940 tekst Karl May: Hitler's Literary Mentor. W. Raymond Wood w 1990 przedstawił The Role of the Romantic West in Shaping the Third Reich. Niemiecki badacz kolonializmu Jürgen Zimmerer oskarża książki Maya o rasizm i uważa Hitlera i Himmlera za miłośników tych książek. Hitler miał podobno wiele książek Maya, nie ma jednak na to dowodu. Hitler uczestniczył w spotkaniu z pisarzem 22 marca 1912 w Wiedniu.

## Twórczość
Głównymi bohaterami powieści, których akcja toczy się na Dzikim Zachodzie, są Old Shatterhand oraz Apacz Winnetou. Do najbardziej znanych utworów tego cyklu należą:
- Winnetou I-III (Winnetou, der Rote Gentleman I-III 1893, wyd. pol. 1910)
- Old Surehand (Old Surehand I-III 1894–1897, wyd. pol. 1910)
- Szatan i Judasz I-III (Satan und Ischariot I-III 1896–1897, wyd. pol. 1925)
- Syn Łowcy Niedźwiedzi – znany również pod tytułem Old Shatterhand (Der Sohn des Bärenjägers 1887, wyd. pol. 1931)
- Upiór z Llano Estacado (Der Geist des Llano estakado, pierwotnie Der Geist des Llano estakata 1888, wyd. pol. 1986)
- Skarb w Srebrnym Jeziorze (Der Schatz im Silbersee 1891, wyd. pol. 1925)
- Król naftowy (Der Ölprinz, pierwotnie Der Oelprinz 1894, wyd. pol. 1927/1935)
- Czarny Mustang (Halbblut, pierwotnie Der Schwarze Mustang 1896–1897, wyd. pol. 1910)
- Boże Narodzenie (Weihnacht! 1897, wyd. pol. 1928)
- Spadkobiercy Winnetou (Winnetou IV 1910, wyd. pol. 1991)

Główni bohaterowie utworów o akcji toczącej się na Bliskim Wschodzie to Kara ben Nemzi oraz jego służący i przyjaciel Halef. Najpopularniejsze powieści z tej serii tworzą tzw. cykl arabski. Tytuły wchodzące w skład tego cyklu:
- Przez pustynię (Durch die Wüste, pierwotnie Durch Wüste und Harem 1881/82; opowiadanie podróżnicze, wyd. pol. 1938)[14]
- Przez dziki Kurdystan[15]
- Z Bagdadu do Stambułu[16]
- W wąwozach Bałkanów[17]
- Przez krainę Skipetarów[18]
- Szut[19]

Inne cykle wschodnie to: W kraju Mahdiego (t. I-III) oraz W kraju Srebrnego Lwa (t. I-IV), na który składają się następujące tytuły (trzy pierwsze części polskiego wydania odpowiadają dwóm pierwszym tomom cyklu w oryginale):
- Lew krwawej zemsty[20]
- W lochach Babilonu[21]
- Twierdza w górach[22]
- W kraju Srebrnego Lwa
- Skamieniała modlitwa

a także tworzące jedną całość:
- Most Śmierci
- W podziemiach Mekki (kontynuacja Mostu Śmierci, napisana przez Franza Kandolfa)

Inne utwory podróżniczo-przygodowe Karla Maya to powieści rozgrywające się w Ameryce Południowej:
- Nad Rio de La Plata
- W Kordylierach
- Testament Inków

na Dalekim Wschodzie (Chiny):
- Błękitno-purpurowy Matuzalem

w Afryce:
- Karawana niewolników

Cykl Ród Rodrigandów (przeróbka wydawnictwa Karl May Verlag, oparta na słynnym zeszytowym brukowcu Maya pt. Leśna Różyczka). Serię wznowiono po raz pierwszy w Polsce powojennej (wersja skrócona) w latach 1988–1991 (KAW Szczecin, seria: „Biblioteka Podróży, Przygody i Sensacji”).
- Tajemnica Miksteków; Rozbójnicy z Maladety (tom 1)
- Cyganie i przemytnicy; La Pendola (tom 2)
- Ku Mapimi; Pantera Południa (tom 3)
- W Hararze; Rapier i tomahawk (tom 4)
- Czarny Gerard; Benito Juarez (tom 5)
- Traper Sępi Dziób; Jego Królewska Mość (tom 6)
- Maskarada w Moguncji; Grobowiec Rodrigandów (tom 7)
- Klasztor della Barbara; Walka o Meksyk (tom 8)
- Zmierzch cesarza (tom 9)

Począwszy od 1910 r. aż do II wojny światowej Karl May był w Polsce bardzo popularny; postaci z jego powieści były powszechymi „idolami” młodzieży. W czasach Polski Ludowej ukazał się tylko Winnetou, Old Surehand, Skarb w Srebrnym Jeziorze oraz W Kordylierach. Dopiero w latach osiemdziesiątych i dziewięćdziesiątych wydano w Polsce większość jego utworów. Nowe tytuły tłumaczone były z niemieckich przeróbek Karl May Verlag, a przedwojenne wznowienia – skrócone.

## Ekranizacje
Na motywach powieści Karla Maya powstał (głównie w latach sześćdziesiątych) cykl filmów o przygodach Winnetou. Główne role grali w nich Pierre Brice jako Winnetou, Lex Barker jako Old Shatterhand oraz Stewart Granger jako Old Surehand. Filmy te były wyświetlane w kinach w Polsce Ludowej w latach 60. XX wieku.